# Stanislav Labounek
Stanislav Labounek (* 30. června 1938) byl předsedou představenstva a generálním ředitelem Agrobanky Praha, první nestátní banky v polistopadovém Československu.
Ke konci roku 1995 na svoji pozici rezignoval v reakci na nepřátelské převzetí banky finanční skupinou Motoinvest.
Než se stal bankéřem, byl ekonomem jednotného zemědělského družstva ve Velkých Přílepech.